# Полігон (заказник)
Поліго́н — ландшафтний заказник місцевого значення в Україні. Об'єкт природно-заповідного фонду Житомирської області. 
Розташований на території Коростенського району Житомирської області, на північ від міста Коростень (землі колишнього Ігнатпільського полігону). 
Площа 2293,3 га. Статус надано згідно з рішенням облради від 08.09.2010 року № 1163. Перебуває у віданні ДП «Коростенське ЛМГ» (Бехівське л-во, кв. 114—136 [крім кв. 116, вид. 19; кв. 117, вид. 14; кв. 123, вид. 19 та кв. 124, вид. 2]). 
Статус надано для збереження природних комплексів у долині річок Жерев і Шестень. Найбільшу цінність в заказнику мають ділянки незначних за площею низинних осоково-сфагнових боліт. Зростають цінні та рідкісні рослини: пухівка піхвова, зозульки плямисті, конвалія звичайна, грушанка круглолиста, гіпогімнія, ягель, золотянка тощо. 